# Kremlin Cup 2005 - Qualificazioni singolare maschile
Le qualificazioni del singolare maschile del Kremlin Cup 2005 sono state un torneo di tennis preliminare per accedere alla fase finale della manifestazione. I vincitori dell'ultimo turno sono entrati di diritto nel tabellone principale. In caso di ritiro di uno o più giocatori aventi diritto a questi sono subentrati i lucky loser, ossia i giocatori che hanno perso nell'ultimo turno ma che avevano una classifica più alta rispetto agli altri partecipanti che avevano comunque perso nel turno finale.
Le qualificazioni del torneo Kremlin Cup 2005 prevedevano 32 partecipanti di cui 4 sono entrati nel tabellone principale.

## Teste di serie
1. Lukáš Dlouhý (Qualificato)
2. Igor' Kunicyn (Qualificato)
3. Vladimir Volčkov (ultimo turno)
4. Kristian Pless (primo turno)

1. Ivo Heuberger (ultimo turno)
2. Denis Istomin (secondo turno)
3. Serhij Stachovs'kyj (ultimo turno)
4. Viktor Bruthans (primo turno)

## Qualificati
1. Lukáš Dlouhý
2. Igor' Kunicyn

1. Stéphane Bohli
2. Mikhail Ledovskikh

## Tabellone

### Legenda
| - Q = Qualificato - WC = Wild card - LL = Lucky loser | - ALT = Alternate - SE = Special Exempt - PR = Protected Ranking | - w/o = Walkover - r = Ritirato - d = Squalificato |

### Sezione 1
|  | Primo turno          | Primo turno          | Primo turno          | Primo turno | Primo turno |  |  | Secondo turno | Secondo turno       | Secondo turno       | Secondo turno       | Secondo turno |   |   | Ultimo turno | Ultimo turno | Ultimo turno | Ultimo turno | Ultimo turno |  |
|  |                      |                      |                      |             |             |  |  |               |                     |                     |                     |               |   |   |              |              |              |              |              |  |
|  | 1                    | Lukáš Dlouhý         | Lukáš Dlouhý         | 6           | 6           |  |  |               |                     |                     |                     |               |   |   |              |              |              |              |              |  |
|  |                      | Michał Przysiężny    | Michał Przysiężny    | 3           | 4           |  |  | 1             | Lukáš Dlouhý        | 6                   | 68                  | 6             |   |   |              |              |              |              |              |  |
|  | Philipp Mukhometov   | Philipp Mukhometov   | Philipp Mukhometov   | 6           | 6           |  |  |               | Philipp Mukhometov  | 2                   | 7                   | 0             |   |   |              |              |              |              |              |  |
|  | Aleksandr Kudrjavcev | Aleksandr Kudrjavcev | Aleksandr Kudrjavcev | 0           | 2           |  |  |               |                     |                     |                     |               |   |   | 1            | Lukáš Dlouhý | 4            | 6            | 6            |  |
|  | Pavel Ivanov         | Pavel Ivanov         | Pavel Ivanov         | 6           | 6           |  |  |               |                     | 7                   | Serhij Stachovs'kyj | 6             | 3 | 2 |              |              |              |              |              |  |
|  | Artur Chernov        | Artur Chernov        | Artur Chernov        | 3           | 2           |  |  |               | Pavel Ivanov        | Pavel Ivanov        | 6                   | 4             |   |   |              |              |              |              |              |  |
|  | 7                    | Serhij Stachovs'kyj  | Serhij Stachovs'kyj  | 6           | 6           |  |  | 7             | Serhij Stachovs'kyj | Serhij Stachovs'kyj | 7                   | 6             |   |   |              |              |              |              |              |  |
|  |                      | Deniss Pavlovs       | Deniss Pavlovs       | 3           | 1           |  |  |               |                     |                     |                     |               |   |   |              |              |              |              |              |  |

### Sezione 2
|  | Primo turno             | Primo turno             | Primo turno             | Primo turno | Primo turno |  |  | Secondo turno | Secondo turno       | Secondo turno       | Secondo turno | Secondo turno |   |   | Ultimo turno | Ultimo turno  | Ultimo turno  | Ultimo turno | Ultimo turno |  |
|  |                         |                         |                         |             |             |  |  |               |                     |                     |               |               |   |   |              |               |               |              |              |  |
|  | 2                       | Igor' Kunicyn           | 3                       | 6           | 7           |  |  |               |                     |                     |               |               |   |   |              |               |               |              |              |  |
|  |                         | Kirill Ivanov-Smolensky | 6                       | 2           | 6           |  |  | 2             | Igor' Kunicyn       | Igor' Kunicyn       | 6             | 6             |   |   |              |               |               |              |              |  |
|  | Andrej Stoljarov        | Andrej Stoljarov        | 6                       | 3           | 6           |  |  |               | Andrej Stoljarov    | Andrej Stoljarov    | 0             | 3             |   |   |              |               |               |              |              |  |
|  | Frank Moser             | Frank Moser             | 4                       | 6           | 4           |  |  |               |                     |                     |               |               |   |   | 2            | Igor' Kunicyn | Igor' Kunicyn | 7            | 6            |  |
|  | Mariusz Fyrstenberg     | Mariusz Fyrstenberg     | Mariusz Fyrstenberg     | 6           | 6           |  |  |               |                     | 5                   | Ivo Heuberger | Ivo Heuberger | 6 | 2 |              |               |               |              |              |  |
|  | Alexander Krasnorutskiy | Alexander Krasnorutskiy | Alexander Krasnorutskiy | 2           | 2           |  |  |               | Mariusz Fyrstenberg | Mariusz Fyrstenberg | 64            | 3             |   |   |              |               |               |              |              |  |
|  | 5                       | Ivo Heuberger           | Ivo Heuberger           | 6           | 6           |  |  | 5             | Ivo Heuberger       | Ivo Heuberger       | 7             | 6             |   |   |              |               |               |              |              |  |
|  |                         | Dmitrij Sitak           | Dmitrij Sitak           | 2           | 1           |  |  |               |                     |                     |               |               |   |   |              |               |               |              |              |  |

### Sezione 3
|  | Primo turno      | Primo turno      | Primo turno      | Primo turno | Primo turno |  |  | Secondo turno | Secondo turno    | Secondo turno | Secondo turno  | Secondo turno  |   |   | Ultimo turno | Ultimo turno     | Ultimo turno     | Ultimo turno | Ultimo turno |  |
|  |                  |                  |                  |             |             |  |  |               |                  |               |                |                |   |   |              |                  |                  |              |              |  |
|  | 3                | Vladimir Volčkov | 6                | 3           | 6           |  |  |               |                  |               |                |                |   |   |              |                  |                  |              |              |  |
|  |                  | Jurij Ščukin     | 4                | 6           | 4           |  |  | 3             | Vladimir Volčkov | 64            | 6              | 6              |   |   |              |                  |                  |              |              |  |
|  | Evgenij Korolëv  | Evgenij Korolëv  | Evgenij Korolëv  | 6           | 6           |  |  |               | Evgenij Korolëv  | 7             | 4              | 1              |   |   |              |                  |                  |              |              |  |
|  | Artem Sitak      | Artem Sitak      | Artem Sitak      | 4           | 2           |  |  |               |                  |               |                |                |   |   | 3            | Vladimir Volčkov | Vladimir Volčkov | 4            | 4            |  |
|  | Stéphane Bohli   | Stéphane Bohli   | Stéphane Bohli   | 3           | 4           |  |  |               |                  |               | Stéphane Bohli | Stéphane Bohli | 6 | 6 |              |                  |                  |              |              |  |
|  | Marcin Matkowski | Marcin Matkowski | Marcin Matkowski | 6           | 3r          |  |  |               | Stéphane Bohli   | 63            | 7              | 2              |   |   |              |                  |                  |              |              |  |
|  | 6                | Denis Istomin    | Denis Istomin    | 6           | 6           |  |  | 6             | Denis Istomin    | 7             | 6              | 0r             |   |   |              |                  |                  |              |              |  |
|  |                  | Ervand Gasparyan | Ervand Gasparyan | 0           | 1           |  |  |               |                  |               |                |                |   |   |              |                  |                  |              |              |  |

### Sezione 4
|  | Primo turno        | Primo turno        | Primo turno | Primo turno | Primo turno |  |  | Secondo turno      | Secondo turno      | Secondo turno      | Secondo turno  | Secondo turno |   |   | Ultimo turno       | Ultimo turno       | Ultimo turno | Ultimo turno | Ultimo turno |  |
|  |                    |                    |             |             |             |  |  |                    |                    |                    |                |               |   |   |                    |                    |              |              |              |  |
|  |                    | Vadim Davletšin    | 7           | 3           | 6           |  |  |                    |                    |                    |                |               |   |   |                    |                    |              |              |              |  |
|  | 4                  | Kristian Pless     | 65          | 6           | 4           |  |  | Vadim Davletšin    | Vadim Davletšin    | Vadim Davletšin    | 2              | 1             |   |   |                    |                    |              |              |              |  |
|  | Mikhail Ledovskikh | Mikhail Ledovskikh | 6           | 64          | 6           |  |  | Mikhail Ledovskikh | Mikhail Ledovskikh | Mikhail Ledovskikh | 6              | 6             |   |   |                    |                    |              |              |              |  |
|  | Evgenij Smirnov    | Evgenij Smirnov    | 1           | 7           | 2           |  |  |                    |                    |                    |                |               |   |   | Mikhail Ledovskikh | Mikhail Ledovskikh | 2            | 6            | 6            |  |
|  | Sergej Krotjuk     | Sergej Krotjuk     | 6           | 2           | 6           |  |  |                    |                    | Sergej Krotjuk     | Sergej Krotjuk | 6             | 2 | 3 |                    |                    |              |              |              |  |
|  | Murad Inoyatov     | Murad Inoyatov     | 1           | 6           | 3           |  |  | Sergej Krotjuk     | Sergej Krotjuk     | 3                  | 7              | 6             |   |   |                    |                    |              |              |              |  |
|  |                    | Valery Rudnev      | 6           | 0           | 6           |  |  | Valery Rudnev      | Valery Rudnev      | 6                  | 5              | 1             |   |   |                    |                    |              |              |              |  |
|  | 8                  | Viktor Bruthans    | 3           | 6           | 4           |  |  |                    |                    |                    |                |               |   |   |                    |                    |              |              |              |  |